# ألبرتو باسو
ألبرتو باسو (بالإيطالية: Alberto Basso)‏ هو عالم موسيقى إيطالي، ولد في 21 أغسطس 1931 في تورينو في إيطاليا.

## وصلات خارجية
- ألبرتو باسو على موقع ميوزك برينز (الإنجليزية)